# شفاء الصدور في شرح زيارة العاشور
شفاء الصدور في شرح زيارة العاشور كتاب فارسي من تأليف الفقيه والمتكلم الشيعي أبو الفضل الطهراني، كتبه بأمر المرجع محمد حسن الشيرازي في شرح زيارة عاشوراء، بدأ تأليفه في السنة 1308ق و تم كتابته في السنة 1309.و هذه الزيارة من النصوص الدينية التي يداوم الشيعة الإثني عشرية على قرائتها. ثم إن هذا الكتاب تُرجم إلى اللغة العربية.

## سبب التأليف
يشير المؤلف في بداية الكتاب لطلب اصدقائه لكتابة كتاب جامع حول زيارة عاشوراء و اعتذاره المتكرر، وينقل المؤلف سببه الرئيسي لكتابة الكتاب وهو طلب استاذه محمد حسن الشيرازي لكتابة شرح جامع، يستفيد الجميع منه.

## محتوى الكتاب
يتكون الكتاب من بابين وخاتمة:
الباب الأول وهو شرح لسند الزيارة ونصه في وجهين وخاتمة.الوجه الأول يشتمل على فصلين: سیرة لحياة رواة الزيارة ونقد لقول العلامة المجلسي حول زيارة العلقمة وفي الوجه الثاني ينقل وجوه قرائة الزيارة وفي الخاتمة يذكر اثني عشر فائدة لقرائة الزيارة ويشير إلى جواز قرائة الزيارة في الليل، طريق الاحتياط في قرائة الزيارة وضرورة قرائته في مجلس واحد.
الباب الثاني حيث يشتمل على أكبر قسم من الكتاب وهو ترجمة الفاض الزيارة وشرح عباراته ويذكر سيرة حياة أبي سفيان و معاوية و يزيد و... لقب أمير المؤمنين لعلي بن أبي طالب و أبي عبد الله لإمام الحسين و فوائد تربة الحسين و.